# Mopsi Veromaa
Mopsi Veromaa (Helsinki, 28 de febrero de 1981) es una deportista finlandesa que compite en tiro, en la modalidad de tiro al plato.
Ganó dos medallas en el Campeonato Mundial de Tiro, en los años 2019 y 2022.

## Palmarés internacional
| Campeonato Mundial | Campeonato Mundial | Campeonato Mundial | Campeonato Mundial |
| Año                | Lugar              | Medalla            | Prueba             |
| ------------------ | ------------------ | ------------------ | ------------------ |
| 2019               | Lonato (Italia)    | Medalla de bronce  | Doble foso         |
| 2022               | Osijek (Croacia)   | Medalla de plata   | Foso por equipo    |